# Hellboy (мікстейп)
HELLBOY — п'ятий та останній мікстейп американського співака Lil Peep, що вийшов 25 вересня 2016. Після смерті Піпа у листопаді 2017 року пісню Girls згадали у статті Billboard, як одну з його найкращих пісень. 2019 року Pitchfork поставив Hellboy на 193 місце у своєму списку «200 найкращих альбомів 2010-х років».
25 вересня 2020 року сім'я та менеджмент Густава перевидала HELLBOY на стримінгових платформах.

## Історія
30 серпня 2016 Піп анонсував вихід мікстейпу 25 вересня того-ж року. Спочатку замислювалося, що мікстейп буде складатися з восьми пісень, 6 з них залишились у фінальному проєкті, два — зі зміненими назвами. Але за день до випуску Густав опублікував оновлений трекліст. Пісня Honestly, що була спродюсована колегою Піпа, Horse Head, не увійшла до фінальної версії, а тому її пізніше випустили як сингл у грудні 2016.

## Трекліст
| #     | Назва                                                                     | Автор | Producer(s)                    | Тривалість |
| ----- | ------------------------------------------------------------------------- | --- | ------------------------------ | ---------- |
| 1.    | «hellboy»                                                                 | Gustav Åhr Dylan Mullen Cody Littlefield Aaron Gillespie Christopher Dudley Grant Brandell James Smith Timothy McTague Spencer Chamberlain | Smokeasac Yung Cortex          | 2:57       |
| 2.    | «drive by» (разом з Xavier Wulf)                                          | Åhr Xavier Beard Braden Morgan Kyle Dixon Michael Stein                                                                                    | NEDARB                         | 2:55       |
| 3.    | «OMFG»                                                                    | Åhr Morgan Phillip Whitman Elverum | NEDARB                         | 3:17       |
| 4.    | «the song they played (when i crashed into the wall)» (разом з Lil Tracy) | Åhr Jazz Butler Mullen Tom DeLonge | Smokeasac                      | 2:15       |
| 5.    | «fucked up»                                                               | Åhr Christopher Thorne Akihiro Shiba Kashikura Takashi Mino Takaaki Yamane Satoshi Yamazaki Hirokazu                                       | Horse Head                     | 2:36       |
| 6.    | «cobain» (разом з Lil Tracy)                                              | Åhr Butler Mullen Mike Kinsella | Smokeasac                      | 2:30       |
| 7.    | «gucci mane»                                                              | Åhr Charlie Shuffler Martin Minor | Charlie Shuffler               | 2:18       |
| 8.    | «interlude»                                                               | Åhr Nicholas Brobak Eric Judy Isaac Brock Jeremiah Green                                                                                   | Brobak                         | 3:19       |
| 9.    | «worlds away»                                                             | Åhr Thorne Conor Oberst | Horse Head                     | 2:06       |
| 10.   | «red drop shawty» (разом з KirbLaGoop)                                    | Åhr Ryan Kirby Shuffler Minor | Charlie Shuffler               | 2:45       |
| 11.   | «girls» (разом з Horse Head)                                              | Åhr Thorne McKinley Leon | Dirty Vans                     | 4:00       |
| 12.   | «nose ring»                                                               | Åhr Cian Patterson Benjamin Perri Brian Deneeve Francis Mark Michael Pilato Scott Gross                                                    | Cian P                         | 2:49       |
| 13.   | «we think too much»                                                       | Åhr Morgan Richard David James | NEDARB                         | 3:18       |
| 14.   | «the last thing i wanna do»                                               | Åhr Mullen Kelen Capener Kevin Geyer Parker Cannon Ryan Torf William Levy                                                                  | Smokeasac                      | 2:27       |
| 15.   | «walk away as the door slams» (разом з Lil Tracy)                         | Åhr Butler Littlefield Mark Hoppus Travis Barker                                                                                           | Yung Cortex                    | 2:40       |
| 16.   | «move on, be strong»                                                      | Åhr Mullen Littlefield Brian Elwin Haner Jr. James Owen Sullivan Matthew Charles Sanders Zachary Baker                                     | Smokeasac Lil Peep Yung Cortex | 2:01       |
| 44:21 |                                                                           | |                                |            |

## Чарти
| Чарт (2020)                                          | Найвища позиція |
| ---------------------------------------------------- | --------------- |
| Австралія Australian Albums (ARIA)                   | 45              |
| Бельгія Belgian Albums (Ultratop Flanders)           | 60              |
| Бельгія Belgian Albums (Ultratop Wallonia)           | 181             |
| Канада Canadian Albums (Billboard)                   | 71              |
| Нідерланди Dutch Albums (MegaCharts)                 | 61              |
| Фінляндія Finnish Albums (Suomen virallinen lista)   | 46              |
| Німеччина German Albums (Offizielle Top 100)         | 52              |
| Ірландія Irish Albums (OCC)                          | 43              |
| Нова Зеландія New Zealand Albums (Recorded Music NZ) | 26              |
| Швеція Swedish Albums (Sverigetopplistan)            | 58              |
| Швейцарія Swiss Albums (Schweizer Hitparade)         | 69              |
| Велика Британія UK Albums (OCC)                      | 37              |
| США Billboard 200                                    | 52              |